# Natałka Połtawka (opera)
Natałka Połtawka (ukr. Наталка Полтавка) – opera w trzech aktach Mykoły Łysenki, wystawiona po raz pierwszy 12 listopada?/24 listopada 1889 w Odessie.

## Osoby
- Natałka – sopran;
- Horpyna Terpyłycha – mezzosopran;
- Petro – tenor;
- Mykoła – baryton;
- Teterwakowski – tenor;
- Makohonenko – bas.

## Historia utworu
Cechą charakterystyczną sztuki teatralnej Iwana Kotlarewskiego pod tytułem „Natałka Połtawka”, będącej pierwowzorem literackim opery Łysenka, jest obecność wielu partii wokalnych, których źródłem są pieśni oparte na  kulturze ludowej Ukrainy. Niektóre z pieśni stworzone były przez samego autora sztuki, który inspirował się motywami muzyki ludowej (np Wijut’ witry, wijut’ bujni, Wije witer horoju, Wydno szliachy połtawśkiji, Oj, ja diwczyna Połtawka). Pieśniom opracowanym przez Kotlarewskiego towarzyszą również utwory autentyczne, przejęte wprost z ukraińskiego folkloru (Oj pid wyszneju, pid czereszneju, U sosida chata biła, Did rudyj i baba ruda). 
Z tego też powodu od samego początku opracowanie muzyczne Natałki Połtawki było obiektem zainteresowania różnych kompozytorów, a melodie do poszczególnych partii powstawały już za życia autora. Muzykę do zawartych w Natałce Połtawce pieśni napisał pierwotnie Anatolij Barsyćkyj. Późniejsze opracowania stworzone były przez takich kompozytorów jak  Ałoiz Jedliczka, Opanas Markowycz, Mykoła Wasiliew.
Do historii ukraińskiej kultury weszło jednak opracowanie muzyczne autorstwa Mykoły Łysenki z 1889. Kompozytor opracował melodie do tekstów Kotlarewskiego tak, by jak najbardziej odpowiadały tym pochodzącym z okolic Połtawy, gdzie Kotlarewski żył i gdzie umieścił akcję swego dramatu. Ponadto Łysenko opracował oryginalną uwerturę i wydał zapis nutowy opery drukiem w 1890. Premiera opery odbyła się w 1899 roku w Ruskim Teatrze w Odessie.

## Treść
Akcja toczy się na Ukrainie na początku XIX wieku.

### Akt I
Niedaleko Połtawy, u brzegów rzeki Worskli, znajduje się niewielka wieś. Tutaj właśnie zamieszkała niedawno wraz ze swoją matką Horpyną Terpyłychą młoda dziewczyna Natałka. Dopóki żył ojciec dziewczyny, rodzina żyła w dostatku. Teraz jednak obie kobiety cierpią nędzę. Horpyna marzy, by znaleźć Natałce bogatego męża. Uważa, iż jest to jedyny sposób na wyjście obu kobiet z nędzy. Natałka jednak nie chce nawet słyszećo takim rozwiązaniu. Dziewczyna kocha Petra, sierotę i parobka, którego cztery lata temu jej własny ojciec przegnał z gospodarstwa, dowiedziawszy się o miłości młodych. Od tej pory Natałka nie otrzymuje od Petra żadnych wieści i nie jest nawet pewna, czy chłopak żyje. Pewnego dnia, gdy Natałka wybrała się do studni po wodę, dostrzega ją pan woźny Teterwakowśkyj, bogacz i pracownik sądowy, który wyznaje dziewczynie miłość i obiecuje bogate życie. Natałka, która zaprzysięgła wierność Petrowi, jest jednak nieugięta. Zrozpaczony woźny opowiada o nieudanych oświadczynach swemu przyjacielowi, sołtysowi Makohonence, który obiecuje mu uzyskać rychło zgodę dziewczyny na ślub.

### Akt II
Horpyna czyni Natałce wyrzuty, oskarża ją, iż swoim zachowaniem zaprzepaściła szansę na lepsze życie dla siebie i swojej matki. Zaklina, by dziewczyna nie czekała na Petra i zgodziła się na ślub z którymś z majętnych adoratorów, których niemało zdążyło się przewinąć od czasu śmierci ojca Natałki. Do chaty przychodzi tymczasem Makohonenko, który opowiada Horpynie o uczuciach woźnego i rysuje przed kobietą obraz bogatego i spokojnego życia. Terpyłycha usilnie błaga Natałkę, by zmiłowała się nad nią –starą, bezbronną kobietą, która nie może dłużej cierpieć tak wielkiego ubóstwa. Dziewczyna nie może znieść łez matki i zgadza się na ślub z woźnym.

### Akt III
Dziewczęta i chłopcy zbierają się w chacie Natałki, by uczestniczyć w uroczystościach jej zaręczyn z Teterwakowskim. Tymczasem we wsi pojawia się Petro. Od napotkanego parobka Mykoły dowiaduje się, że wkrótce odbędzie się ślub Natałki z woźnym. Dotknięty do żywego chłopiec, który liczył na wierność dziewczyny, chce jak najszybciej opuścić wieś. Mykoła namawia go do pozostania i przyprowadza Natałkę. Dziewczyna jest bezgranicznie szczęśliwa widząc Petra – teraz nic nie zmusi jej do wyjścia za woźnego. Teterwakowski jednak zaczyna grozić niepokornej dziewczynie sądem i więzieniem. Głębokie uczucie młodych oraz zdecydowanie Natałki w końcu jednak zwyciężają, a Teterwakowskiemu nie pozostaje nic innego, jak dobrowolnie zrezygnować z ręki Natałki. Cała wieś cieszy się szczęściem młodych.